# Bartsia pyricarpa
Bartsia pyricarpa là loài thực vật có hoa thuộc họ Cỏ chổi. Loài này được Molau mô tả khoa học đầu tiên năm 1990.